# Štiri plemenite resnice
Štiri plemenite resnice (sanskrt: catvāri āryasatyāni) so pomemben sestavni del učenj budizma, ki jih je prvotno učil Gavtama Buda v Dharmačakra pravartana sutri.

## Definicije štirih plemenitih resnic
Glede na razne vire lahko na preprost način štiri plemenite resnice interpretiramo kot:
1. Trpljenje obstaja.
2. Trpljenje se pojavi zaradi navezanosti na predmete hrepenenja.
3. Trpljenje izgine, ko izgine navezanost na predmete hrepenenja.
4. Osvoboditev od trpljenja je mogoča z vadbo plemenite osemčlene poti.

Vendar sanskrtski in palijski besedi satya in sacca obe pomenita »resnico« in »resnično« ali »resnično stvar«. Z upoštevanjem tega neki učenjak trdi, da štiri plemenite resnico ne tolmačimo na tak način kot zgoraj — kot trdilne resnice ali doktrine. Namesto tega jih lahko dojemamo kot »resnične stvari« ali kot »resničnosti«, ki jih je Buda izkusil. Prvotni tibetanski lotsave (sanskrt: locchāva; tibet.: lo ts'a ba), ki so temeljito preučevali sanskrt, so pri prevajanju uporabili tibetanski izraz bden pa, ki prav tako odraža to razumevanje. Iz tega vidika — in sodeč po budistični šoli saṃyukta sarvāstivāda — so osnovna učenja štirih plemenitih resnic sledeča:
1. Taka je plemenita resnica trpljenja.
2. Taka je plemenita resnica izvora trpljenja.
3. Taka je plemenita resnica prenehanja trpljenja.
4. Taka je plemenita resnica poti, ki vodi do prenehanja trpljenja.

Nekatere različice Dharmačakra pravartana sutre vsebujejo definicije štirih plemenitih resnic, medtem ko jih druge ne. Na primer, sarvastivadinske različice resnice tolmačijo kot načela, ki jih je potrebno motriti na razne načine, in ne podajajo definicij resnic. V theravadski različici in v prevodu An Shigaoja so štirim plemenitim resnicam podane sledeče razlage:
1. Narava trpljenja (ali dukkha):
»To je plemenita resnica trpljenja: rojstvo je trpljenje, staranje je trpljenje, bolezen je trpljenje, smrt je trpljenje; žalost, žalovanje, bolečina, gorje in obup so trpljenje; istovetenje z neprijetnim je trpljenje; ločitev od prijetnega je trpljenje; neizpolnitev želja je trpljenje; na kratko, pet kupov, ki so podvrženi navezanosti, je trpljenje.«[5][6]
2. Izvor trpljenja (dukkha samudaya):
»To je plemenita resnica o izvoru trpljenja: prav to hrepenenje vodi do obnavljanja obstoja, ki ga spremljata naslada in poželenje, iskanje naslade tu in tam, kar pomeni hrepeneti za čutnimi užitki, hrepeneti za obstojem, hrepeneti za izničenjem.«[5][6]
3. Prenehanje trpljenja (dukkha nirodha):
»To je plemenita resnica prenehanja trpljenja: je popolno izginotje in prenehanje hrepenenja, odrekanje in opustitev hrepenenja, osvobojenost od njega, nenavezanost nanj.«"[5][6]
4. Pot, ki vodi do prenehanja trpljenja: (dukkha nirodha gamini patipada magga)
»To je plemenita resnica o poti, ki vodi do prenehanja trpljenja: to je plemenita osemčlena pot; to je pravilno gledanje/razumevanje, pravilen namen, pravilen govor, pravilno dejanje, pravilen način življenja, pravilen trud, pravilno zavedanje in pravilna zbranost.«[7][8]

## Povezava s plemenito osemčleno potjo
V različici Dharmačakra pravartana sutre, ki se nahaja v obstoječi Saṃyukta āgami, ni omenjena plemenita osemčlena pot. Namesto tega naj bi bila pot motrenje štirih plemenitih resnic.

## Interpretacije
Med zgodnjimi budističnimi šolami so člani ekavyāvahārike zagovarjali doktrino, da Buda uči z enojnim in zedinjenim pomenom ter da so štiri plemenite resnice popolnoma realizirane z eno modrostjo. Druga indijska sekta, mahīśāsaka, je menila, da moramo štiri plemenite resnice motriti istočasno. Thanissaro Bhikkhu meni, da je štiri plemenite resnice najbolje razumeti ne kot prepričanja, temveč kot kategorije izkušnje.

## Štiri plemenite resnice in Lotos sutra
Besedilo Lotos sutre razume štiri plemenite resnice kot prvo, a ne zadnje, učenje Bude. V tretjem poglavju, Prilike in prispodobe, sutra predstavi koncept, ki ga imenuje »najbolj čudovita in nenadkriljiva dharma«:
V preteklosti si v Vārāṇasīju obrnil kolo dharme štirih plemenitih resnic, kjer si podal razlike in pridigal, da se vse stvari rodijo in umrejo, ker so ustvarjene iz petih kupov (skandh). Sedaj si obrnil kolo najbolj čudovite , nenadkriljive velike dharme. Ta dharma je zelo globoka in skrivna; le redki ji lahko verjamejo. Že dolgo časa poslušamo pridige Častitljivega, vendar še nikoli nismo slišali te vrste globokoumne, čudovite in najvišje dharme. Ker Častitljivi pridiga to dharmo, jo vsi sprejemamo z radostjo.
Nichiren, katerega učenja so temeljila na Lotos sutri, je v svojem pismu »Primerjava Lotos sutre in drugih suter« napisal, da je doktrina štirih plemenitih resnic le določeno učenje, ki ga je Buda namenil le svojim učencem, medtem ko je učenje Lotos sutra namenjeno vsem.